# Алоїз Цех
Алоїз Цех (нім. Alois Zech; 14 вересня 1907, Ландсберг-ам-Лех — 29 липня 1999, Ландсберг-ам-Лех) — німецький офіцер-підводник, корветтен-капітан крігсмаріне.

## Біографія
В 1925 році вступив на флот. З жовтня 1937 року — інструктор училища із застосування мін. З травня 1940 року служив в 3-й флотилії мінних тральщиків. В травні 1941 року перейшов у підводний флот. З грудня 1941 по лютий 1942 року служив в 2-му навчальному дивізіоні підводних човнів. З 2 квітня 1942 по 16 травня 1943 року — командир підводного човна U-119, на якому здійснив 1 похід (6 лютого по 1 квітня 1943). З травня 1943 року — консультант 12-ї флотилії. З липня 1943 по травень 1945 року служив в інспекції морських мін.

## Звання
- Оберфенріх-цур-зее (1 вересня 1935)
- Лейтенант-цур-зее (1 січня 1936)
- Оберлейтенант-цур-зее (1 жовтня 1937)
- Капітан-лейтенант (1 жовтня 1939)
- Корветтен-капітан (1 серпня 1943)

## Нагороди
- Медаль «За вислугу років у Вермахті» 4-го і 3-го класу (25 років)